# Nivaldo Ornelas
Nivaldo Lima Ornelas (* 22. April 1941 in Belo Horizonte) ist ein brasilianischer Jazzmusiker (Tenor- und Sopransaxophon, Flöte, Komposition, Arrangement), der auch im Bereich der Música Popular Brasileira hervorgetreten ist.

## Leben und Wirken
Ornelas begann als Kind auf dem Akkordeon. Mit 16 Jahren spielte er Klarinette und wurde Mitglied des Orquestra Sinfônica Mineira. Daneben spielte er auch zum Tanz auf und gründete in seiner Heimatstadt die Berimbaubar, wo er mit Milton Nascimento, Toninho Horta, Wagner Tiso und weiteren Musikern des Clube da Esquina auftrat. 1967 gründete er das Quarteto Contemporâneo mit dem Pianisten Jairo Moura, dem Bassisten Tibério César und dem Schlagzeuger Paulo Braga. 1970 zog er nach Rio de Janeiro, wo er Mitglied des Ensembles Som Imaginário wurde, die zunächst Milton Nascimento begleitete, später Gal Costa, Macalé, Carlinhos Vergueiro sowie Sueli Costa, aber auch Platten als eigenständiges Ensemble aufnahm. Daneben arbeitete er auch mit Paulo Moura und mit Hermeto Pascoal (Viajando Com O Som (The Lost ’76 Vice-Versa Studio Session)).
1978 tourte er mit Flora Purim und Airto Moreira durch die Vereinigten Staaten, wo er auch auf dem Newport Jazz Festival auftrat (und anschließend auf dem Festival Internacional de Jazz de São Paulo). Bald darauf nahm er sein erstes Album unter eigenem Namen auf, Portal dos anjos, das 1979 mit der Troféu Villa-Lobos ausgezeichnet wurde. In der Gruppe von Hermeto Pascoal trat er auf dem Montreux Jazz Festival und in Japan auf. Mit seiner Band BR1 trat er auf dem Rio Jazz Festival auf. Daneben begleitete er Egberto Gismonti (Corações Futurista, Academia de Danças) und schrieb die Filmmusik für den Spielfilm João Rosa von Helvécio Ratton, dem weitere preisgekrönte Filmmusiken folgten. 
1983 trat er auf dem Festival de Jazz de Brasília auf. 1999 war er mit Toninho Horta, Gary Peacock und Jack DeJohnette auf Tournee. 
Ornelas war im Bereich des Jazz zwischen 1974 und 2003 an 44 Aufnahmen beteiligt, unter anderem mit Celso Foseca/Ronaldo Bastos (Paradiso) und Dom Um Romão (Rhythm Traveller).

## Preise und Auszeichnungen
- Troféu Villa-Lobos (1979, für das Album Portal dos anjos)
- Melhor Trilha Sonora do XIV Festival de Cinema de Brasília (1981, für den Soundtrack João Rosa)
- Melhor Trilha Sonora da APATEDEMG (1982, für den Soundtrack O encontro marcado zum Film von Fernando Sabino)
- Troféu Chiquinha Gonzaga (1983, für das Album Viagem através de um sonho)
- Melhor Instrumentista de Sopro do Ano - Associação de Críticos de Arte de São Paulo (1983)
- Melhor Música Original do XII Festival de Cinema de Brasília (1984, für die Musik zum Film A dança dos bonecos von Helvécio Ratton)
- Troféu Cândido Mendes (1986, für Projeto do Meio-Dia)
- Troféu Clube da Esquina - Federação das Indústrias de Minas Gerais e Rede Globo Minas (1998)
- Prêmio Sharp de Música 1999, in der Kategorie Bestes Instrumentalalbum des Jahres für das Album Arredores
- Troféu Clube da Esquina - Assembléia Legislativa do Estado de Minas Gerais (1999)
- Troféu Músico do Ano de Belo Horizonte (2001)

## Diskografische Hinweise
- Portal dos Anjos (MBPC, 1978)
- À Tarde (Syracuse, 1982)
- Viagem através de um sonho (Independente, 1983)
- Som e Fantasia: Nivaldo Ornelas & Marcos Resende (Barclay/Ariola)
- Concerto Planeta Terra (IBM, 1984, mit Nelson Ayres, Márcio Montarroyos & Toninho Horta)
- Colheita de Trigo (Chorus/Som Livre, 1990)
- Nivaldo Ornelas & Paulo Moura (Tom Brasil, 1993)
- Aquarelas: Nivaldo Ornelas e Juarez Moreira (Independente, 1996)
- Nivaldo Ornelas & Ricardo Leão As canções de Milton Nascimento (Visom, 1996)
- Arredores (Independente, 1998)
- Reciclagem (ao vivo) (Eldorado, 1999)
- Nivaldo Ornelas e Amilson Godoy (Azul Records, 2003)
- Viagem em Direção ao Oco do Toco (Mayomel, 2005)
- Fogo e ouro (SESC/Paratodos, 2009)
- Jazz Mineiro Orquestra (Mayomel, 2012)